# الأم تريزا
الأم تريزا (بالألبانية: Nënë Tereza) (بالهندية: मदर टेरेसा)، أو القديسة تريزا الكلكتيَّة (بالألبانية: Shën Tereza e Kalkutës) (بالهندية: कलकत्ता की संत टेरेसा) هي راهبة ألبانية هندية، حائزة على جائزة نوبل للسلام عام 1979. توفيت في كلكتا في 5 سبتمبر 1997 إثر مرض عضال.
اسمها الأصلي آغنيس غونكزا بوجاكسيو (بالألبانية: Anjezë Gonxhe Bojaxhiu). ولدت في 26 أغسطس 1910 في بلدة إسكوبية (عاصمة جمهورية مقدونيا المعاصرة) التي كانت تابعة لولاية قوصوه في الدولة العثمانية، لعائلة مسيحية كاثوليكية متديّنة أصلها من ألبانيا. هاجرت العائلة في وقت لاحق إلى يوغسلافيا حيث عمل أفرادها في الفلاحة. تعلمت آغنيس في بداية حياتها في مدرسة تابعة للرهبانية اليسوعية اليوغسلافية. وعندما بلغت سن العاشرة توفي أبوها فازدادت تعلقاً بالإيمان. في نوفمبر 1928 أُرسلت إلى دبلن في أيرلندا للدراسة والتأهيل الديني، وفي عام 1929 أُرسلت للبنغال لتعمل في دير لوريتو.
عام 1931 دخلت آغنيس في سلك الرهبنة واتخذت لنفسها اسم الأخت تريزا، وفي عام 1937 نذرت نفسها وأصبحت الأم تريزا. عام 1948 اهتمت الأم تريزا بالعناية بالأطفال المهمّلين، وعلى إثر ذلك خلعت زي الرهبنة ولبست الساري الهندي القطني بلونه الأبيض والخط الأزرق الذي عرفت به فيما بعد، حيث توجهت إلى دير للرهبنة الأمريكية يُقدم العناية الطبية والتمريض، ولما لم تُرضِ توجهاتها مسؤولي الدير اضطرت إلى الاعتماد على نفسها في البداية، قبل أن تصلها المعونة من متبرعات أخريات فأسست جمعيتها لراهبات المحبة عام 1950، التي اهتمت بالأطفال المشردين والعجزة.
عام 1957 اهتمت بموضوع المجذومين وعمدت إلى العناية بهم، ومع اتساع نطاق عملها أسست جمعية أخوة المحبة عام 1963 الخاصة بالرهبان. عندما بلغت الخامسة والسبعين من عمرها، ذهبت إلى إثيوبيا لمساعدة المنكوبين هناك وإغاثتهم بعد أن تفشت المجاعة في بلادهم وتشرّد على إثرها الآلاف. لم يخلُ عمل الأم تيرزا من التعرض لانتقادات عديدة، منها أن فريق الأم تيريزا لم تكن له دراية واسعة بالطب، كما لم تراعِ الأساليب المتبعة في العناية الطبية المعايير الصحية السليمة، فكان فريقها يستخدم الحقن عدة مرات وبدون تعقيم، كما أن عدد الذين تمت العناية بهم شُكك به كثيرًا. وكان رد الأم تيريزا على بعض تلك الانتقادات هو «أن النجاح ليس المقياس، بل الصدق والأمانة والإخلاص في العمل هي المقياس».
لم تهتم الأم تريزا بالمال يومًا، فقد عُرفت برفضها للمال والتبرعات المالية، كانت تُصرّ على المساعدة والمشاركة الشخصية. تلقت تريزا عدة جوائز تقديرية خلال حياتها، منها جائزة رامون ماجسايساى للسلام والتفاهم الدولي سنة 1962، وجائزة نوبل للسلام سنة 1979. وفي سنة 2016 رفع البابا فرنسيس الأم تيريزا إلى مرتبة القديسين في احتفال أقيم بالفاتيكان تقديرًا لمساعداتها الإنسانية وتضحياتها، وأعلن تاريخ وفاتها (الخامس من سبتمبر) عيدًا.
كانت تريزا شخصيةً مثيرةً للجدل أثناء حياتها وبعد وفاتها، فقد أُعجب بها الكثير من الناس بسبب مواقفها الإنسانية من إغاثة المنكوبين والمحتاجين والفقراء في المناطق الموبوءة بالأمراض والمبتلية بالمجاعات، وبسبب مُناؤتها للإجهاض، فيما انتقدها آخرون لأسباب متنوعة منها عدم توفيرها ما يُسلتزم من أدوات وأجهزة للتخفيف عن المرضى المحتضرين في دور العناية التي تشرف عليها. نُشرت سيرتها الذاتية الموثقة سنة 1992، وكُتبت بيد الكاتب الهندي نافين تشاولا، وصورت سيرة حياتها في عدة أفلام سينمائية وبرامج وثائقية، وسُردت في مجموعة من الكُتب الأُخرى (غير سيرتها الذاتية سالفة الذكر). وفي يوم 6 سبتمبر 2017، جُعلت الأم تريزا شفيعةً مُشتركةً لأبرشية كلكتا الكاثوليكية إلى جانب القديس فرنسيس كسفاريوس.

## نشأتها وحياتها المبكرة

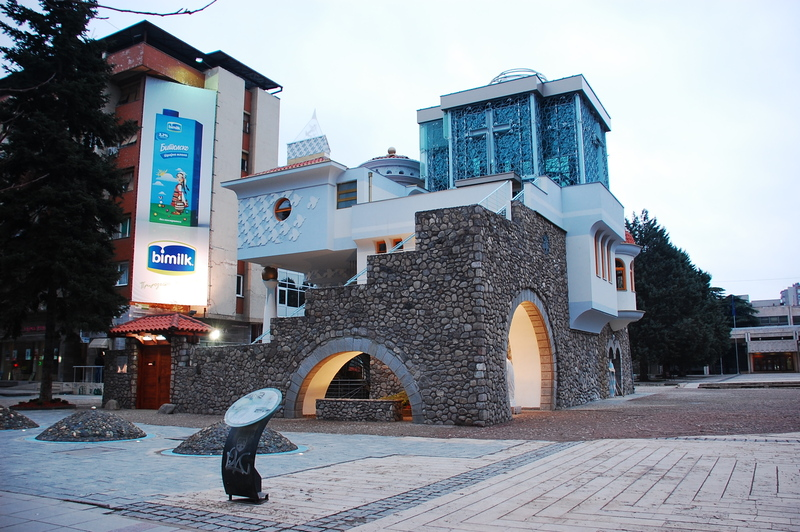
البيت التذكاري للأم تريزا في بلدتها سكوبيه

ولدت تريزا في أنيزي غونجيه (أو غونجا) بوجادجو في 26 آب (أغسطس) عام 1910 لعائلة ألبانية من كوسوفية في إسكوبية التي كانت تابعة للدولة العثمانية (وهي الآن عاصمة جمهورية مقدونيا). تمّ تعميدها في إسكوبية بعد ميلادها بيوم. لاحقاً، اعتبرت أن 27 آب (أغسطس) اليوم الذي تعمّدت فيه، هو «يوم ميلادها الحقيقي».
كانت أصغر أطفال نيكولا بوجاشيو ودرانافيل بوجاشيو (بيرناي). كان والدها على علاقة بسياسة المجتمع الألباني في مقدونيا، وتوفي عام 1919 عندما كانت في الثامنة من عمرها. وقد يكون أصل والدها من بريزرن بـكوسوفو، وقد تكون والدتها من قرية بالقرب من جاكوفا.
وفقاً لسيرة ذاتية نشرتها «جوان غراف كلوكاس»، كانت تريزا خلال سنواتها الأولى مفتونة بقصص حياة المبشرين وخدماتهم في البنغال؛ في سن 12، كانت مقتنعة أنها يجب أن تُلزم نفسها بالحياة الدينية. تعزّز عزمها في 15 آب (أغسطس) 1928 عندما صلّت في ضريح الأم السوداء في فيتيا، حيث كانت تذهب هناك في كثير من الأحيان للحج.
تركت تريزا منزلها عام 1928 وكانت في 18 من عمرها للانضمام إلى راهبات لوريتو في راذفرانهام في أيرلندا؛ لتتعلّم الإنجليزية وتصبح مبشّرة، إذ أن اللغة الإنجليزية هي لغة التعليم في أخوية لوريتو في الهند. لم ترَ أمها أو أختها بعد ذلك. ظلت عائلتها تسكن في إسكوبية حتى عام 1934، حيث رحلوا إلى تيرانا.
وصلت تريزا إلى الهند عام 1929، وبدأت تعلّم الرهبنة في دارجلينغ في هيمالايا السفلى، حيث تعلّمت اللغة البنغالية ودرّست في مدرسة سانت تريزا بالقرب من ديرها. أخذت تريزا أول نذورها في 24 مايو 1931. اختارت بعد ذلك أن تسمّى على اسم تيريز دو ليزيو، شفيعة المبشرين؛ وذلك أن راهبة في الدير قد اتخذت لنفسها هذا الاسم مسبقاً، إلا أن أغنيس اختارت اللهجة الإسبانية للاسم (تريزا).
أخذت تريزا على نفسها عهداً عظيماً في 14 مايو 1937، حينما كانت معلّمة في مدرسة لوريتو بإنتالي في كلكتا الشرقية. فقد خدمت هناك ما يقارب 20 عاماً، وعُيّنت مديرة للمدرسة عام 1944. على الرّغم من أن تريزا استمتعت بالتدريس في المدرسة، إلا أنها كانت تشعر بانزعاجٍ متزايد من الفقر المحيط بها في كلكتا. كما جلبت مجاعة البنغال 1943 البؤس والموت للمدينة، فضلاً عن «يوم العمل المباشر» في آب 1946 حينما بدأت فترة العنف بين المسلمين والهندوس.

## التبشيرية الخيرية

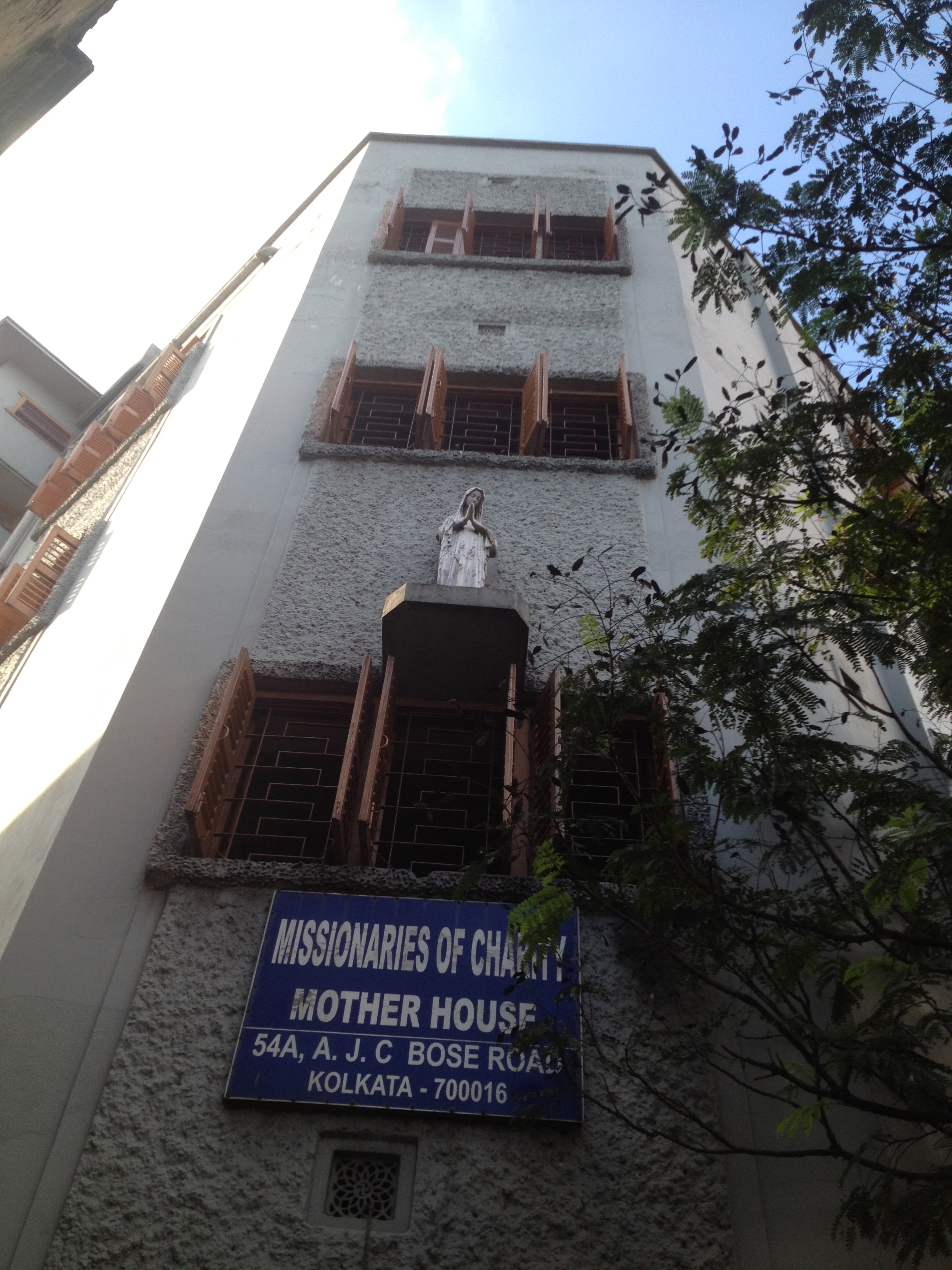
مبنى من ثلاثة طوابق يحمل علامة وتمثال في كلكتا

في 10 أيلول (سبتمبر) 1946، شهدت تريزا ما وصفته لاحقاً بـ«الدعوة في النداء» حينما كانت مسافرة بالقطار إلى دير لوريتو في دارجيلينغ من كلكتا لمراجتها السنوية. «كان يتوجب عليّ مغادرة الدير ومساعدة الفقراء والتعايش معهم. كان ذلك أمراً. الفشل كان ليعني شرخ الإيمان» كتب جوزيف لانغفورد لاحقاً «على الرغم من أن أحداً لم يكن يعرف، إلا أن الأخت تريزا كانت قد أصبحت» الأم تريزا «في ذلك الوقت».
بدأت تريزا العمل التبشيري مع الفقراء عام 1948، مستبدلةً زيّها الديني التقليدي في دير لوريتو بساري (زي) قطني أبيض بسيط بخطوط زرقاء. اعتمدت تريزا الجنسية الهندية، وقضت عدّة أشهر في باتنا لتلقّي تدريب طبي أساسي في مستشفى العائلة المقدسة وتجرأت على العمل في الأحياء الفقيرة. أسست مدرسة في موتيجيل في كلكتا، قبل أن تشرع في التوجّه للعمل مع الفقراء والجوعى. منذ بداية عام 1949، انضمت إلى تريزا مجموعة من الشابات، فوضعت أساساً لجمعية دينية جديدة تساعد «أفقر الفقراء».
جذبت جهودها انتباه المسؤولين الهنود بسرعة، بما فيهم رئيس الوزراء. كتبت تريزا في مذكراتها أن عامها الأول كان محفوفاً بالصعوبات. فلم يكن لديها دخل، واضطرت لاستجداء الطعام والإمدادات، وعانت من الشك والوحدة وإغراء العودة إلى الحياة المريحة في الدير:

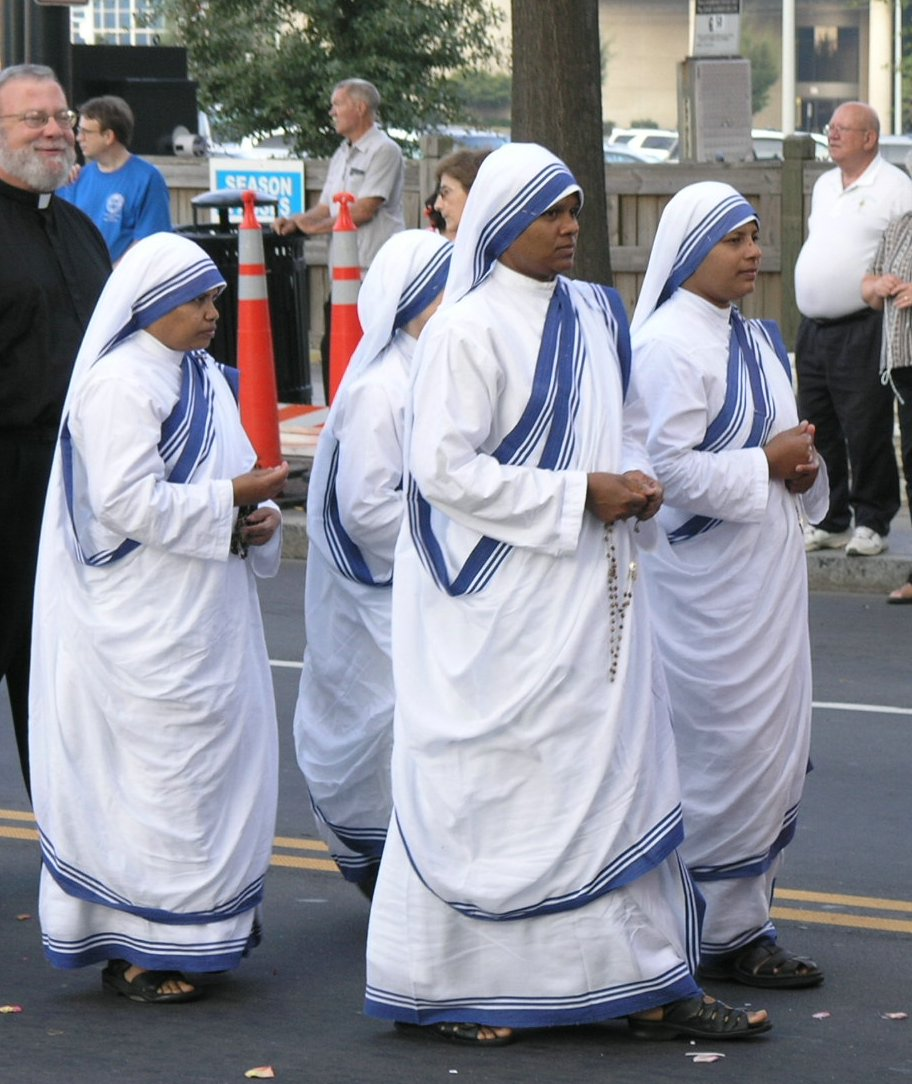
أربع راهبات ترتدين الصنادل والساري الأبيض والأزرق

في 7 تشرين الأول (أكتوبر) 1950، تلقّت تريزا إذناً من الكرسي الرسولي لترقية الجماعة الأبرشية إلى تبشيريات خيرية. في كلماتها، كانت تبدي اهتماماً بـ"الجياع والعراة والمشردين والمشلولين والمكفوفين والمحرومين وجميع الناس الذين يشعرون بأنهم منبوذون أوغير محبوبين أو غير مرغوب فيهم، والناس الذين أصبحوا عبئاً على المجتمع. بحلول عام 1997، نمت جماعة كلكتا التي كانت مكونة من 13 عضواً لتضم أكثرمن 4000 راهبة تعنين بدور الأيام ومراكز إيواء المصابين بالإيدز والمراكز الخيرية حول العالم، إضافة لاهتمامهن باللاجئين والمكفوفين وذوي الاحتياجات الخاصة والمسنّين ومدمني الكحول والفقراء والمشرّدين وضحايا الفيضانات والأوبئة والمجاعات.

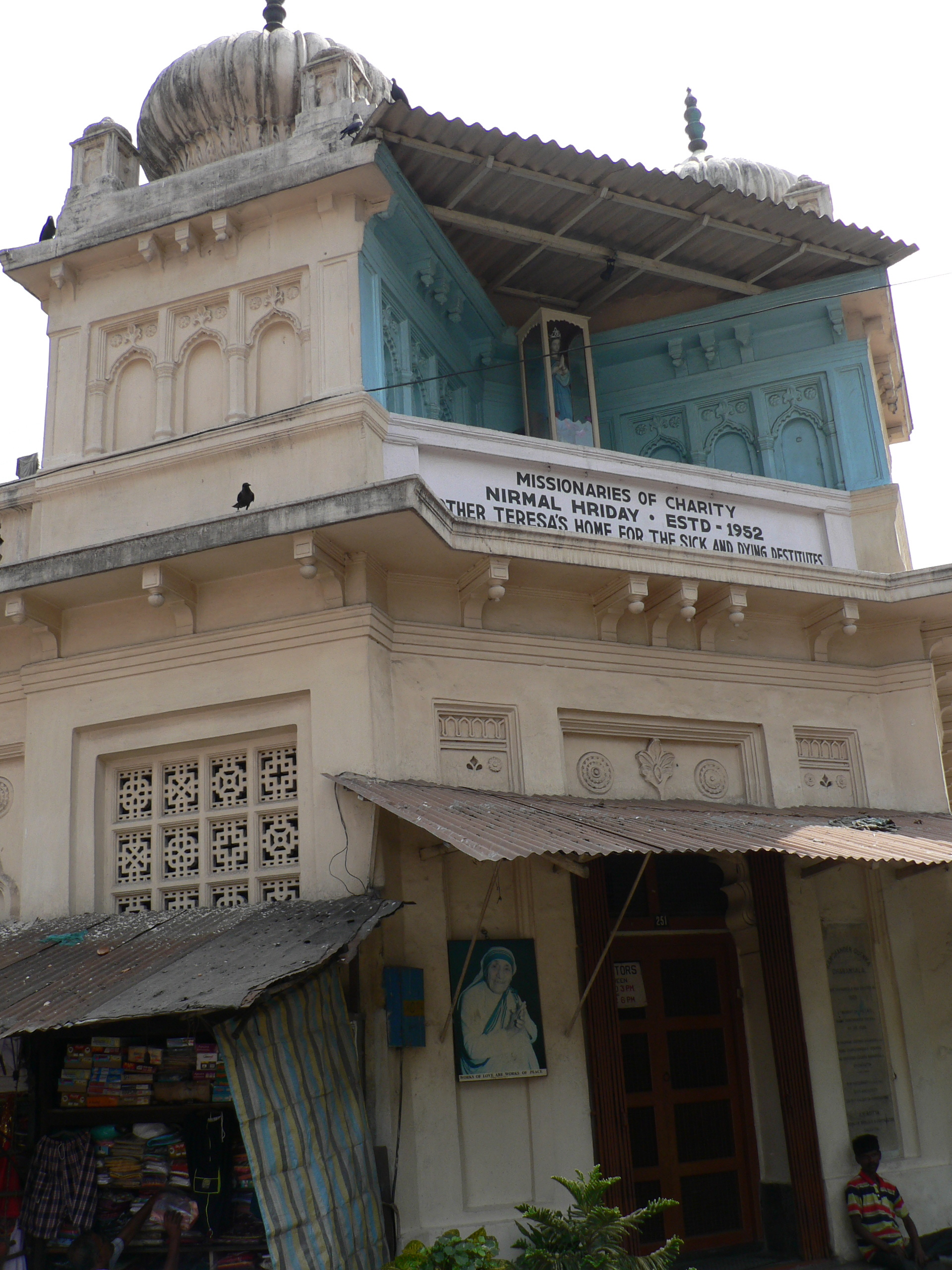
تكية الأم تريزا عام 2007

عام 1952، افتتحت تريزا أول تكية بمساعدة المسؤولين في كلكتا. إذ حوّلت أحد المعابد الهندوسية إلى تكية لرعاية الفقراء مجاناً سمّيت كاليغات، منزل القلب النقي. تلقى أولئك الذين أحضروا للتكية رعاية صحّية وفرصة الموت بكرامة حسب معتقداتهم: المسلمون كانوا يقرأون القرآن وجُلب الماء من نهر الغانج للهندوس وتلقّى المسيحيون سر مسحة المرضى. «موت جميل»، قالت تريزا، «مخصص للأشخاص الذين عاشوا كالحيوانات ليموتوا كالملائكة-محبوبين ومرغوبين.»
افتتحت الأم تريزا ملجأ للمصابين بالجذام، وأسمته شانتي ناغار (مدينة السلام). أنشأ التبشيريون الخيريون عيادات للتوعية بمرض الجذام في جميع أنحاء كلكتا، ووفروا الأدوية والضمادات والطعام. استقبل التبشريون الخيريون أعداداً متزايدة من الأطفال المشردين؛ عام 1955 افتتحت تريزا بيت القلب الطاهر للأطفال، ملاذاً للأيتام والشباب المشردين.
بدأت الجماعة جذب المتطوعين والتبرعات، فبحلول عقد 1960، افتتحت مساكن ودور للأيتام و«منازل ليبر» في جميع أنحاء الهند. ثمّ وسّعت تريزا الجماعة في الخارج، حيث افتتحت منزلاً في فنزويلا عام 1965 ضمّ خمس راهبات. تبعتها منازل في روما وتنزانيا والنمسا عام 1968، وخلال السبعينيات، افتتحت الجماعة بيوتاً ومؤسسات في الولايات المتحدة وعشرات الدول في آسيا وإفريقيا وأوروبا. أُنشأت أخوية المبشرين الخيريين عام 1963، وأُنشأ فرع التأمل للراهبات عام 1976. تم تسجيل الكاثوليك وغير الكاثوليك في جماعة معاوني الأم تريزا، ومعاوني المرضى وذوي المعاناة، والمبشرين الخيريين. استجابةً لطلبات العديد من الكهنة، أنشأت الأم تريزا عام 1981 حركة كوربوس كريستي للكهنة وأنشأت تبشيرية الآباء الخيرين عام 1984 بالتعاون من الكاهن جوزيف لانغفورد لجمع الأهداف المهنية للمبشرين الخيريين وموارد الكهنوتية. بحلول 2007، كانت التبشيرية الخيرية تضمّ 450 كاهناً و5000 راهبة في جميع أنحاء العالم، قاموا بإدارة 600 بعثة ومدرسة وملجأ في 120 دولة.

## العمل الخيري الدولي
قالت الأم تيريزا: «بالدم، أنا ألبانية. بالمواطَنة، أنا هنديّة. بالإيمان، أنا راهبة كاثوليكية. أما عن دعوتي، أنا أنتمي إلى العالم. أما عن قلبي، فأنا أنتمي كلياً إلى قلب يسوع.» كانت تيريزا تجيد خمس لغات – اللغة البنغالية، واللغة الألبانية، واللغة الصربية، واللغة الإنجليزية واللغة الهندية – قامت الأم تيريزا بعدّة زيارات خارج الهند لأسباب إنسانية. عام 1982، في ذروة حصار بيروت، أنقذت تيريزا 37 طفلاً كانوا محاصرين في مستشفى على الخطوط الأمامية خلال الوساطة لهدنة وقف مؤقت لإطلاق النار بين الجيش الإسرائيلي والمقاتلين الفلسطينيين. سافرت تيريزا بصحبة عاملين في الحركة الدولية للصليب الأحمر والهلال الأحمر في منطقة الحرب ووصلت للمستشفى لإخلاء المرضى الصغار.
عندما شهدت أوروبا الشرقية انفتاحاً متزايداً في أواخر الثمانينيات، وسّعت تيريزا من جهودها في الدول الشيوعية التي لم ترحّب بمبشّري الجمعيات الخيرية. فقد بدأت العشرات من المشاريع غير عابئة بالانتقادات التي طالتها لوقوفها ضد الطلاق والإجهاض: «بغض النظر عما يُقال، يجب أن تقبل ذلك بابتسامة والقيام بعملك.» فزارت الجمهورية الأرمينية السوفيتية الاشتراكية بعد زلزال أرمينيا 1988، والتقت برئيس مجلس الاتحاد السوفيتي (من مجلس الوزراء) نيكولاي ريجكوف.
كما سافرت تريزا لمساعدة الجياع في إثيوبيا، وضحايا الإشعاع في تشيرنوبل وضحايا الزلزال في أرمينيا. عام 1991، عادت إلى ألبانيا للمرة الأولى، وأسست أخوية خيرية في تيرانا.
بحلول عام 1996، كانت تيريزا قد قامت بإدارة 517 بعثة في أكثر من 100 دولة. نمت بعثاتها الخيرية من إثني عشر إلى آلاف، خدمت «أفقر الفقراء» في 450 دولة حول العالم. تأسست أول الجمعيات الخيرية التبشرية في الولايات المتحدة في منطقة برونوكس الجنوبية في نيويورك، وبحلول عام 1984، كانت الجماعة تدير 19 منشأة في أنحاء البلاد.

## تدهور صحتها ووفاتها
تعرّضت تريزا لنوبة قلبية في روما عام 1983 أثناء زيارتها البابا يوحنا بولس الثاني. وبعد أن أصيبت بنوبة قلبية ثانية عام 1989، استعانت بناظمة قلبية اصطناعية. عام 1991، وبعد إصابتها بذات الرئة في المكسيك، تعرضت لمشاكل إضافية في القلب. على الرغم من أن تريزا عرضت استقالتها كرئيسة للبعثات التبشيرية الخيرية، إلا أن الأخوات صوتن لبقائها واستمرارها في اقتراعٍ سري.
في نيسان (أبريل) 1996، تعرضت للسقوط وكسرت عظمة الترقوة، كما أصيبت بعد أربعة أشهر بالملاريا وقصور القلب. على الرّغم من أنها خضعت لجراحةٍ في القلب إلا أن صحّتها أخذت في التراجع بشكلٍ واضح. ووفقاً لرئيس أسقفية كلكتا، أمر كاهناً بالقيام بطقوس طرد الأرواح الشريرة (بعد أخذ إذنها) بعد أن أُدخِلت إلى المستشفى لأول مرة عانت فيها من مشاكل في القلب؛ لأنه كان يعتقد أنها قد تعرّضت لمسٍّ من الشيطان.
في 13 آذار (مارس) 1997، استقالت الأم تريزا من منصبها كرئيسة للبعثات التبشيرية الخيرية، وتوفيت في 5 أيلول (سبتمبر) في العام نفسه. وقت وفاتها، كان عدد الأخوات المنتميات للتبشيريات الخيرية أكثر من 4000 وعدد الأخويات المرتبطة بها 300 أخويّة، تدير 610 إرسالية تبشيرية في 123 دولة. شملت هذه الأعمال مساكن ودور إيواء للمصابين بالإيدز والجذام والسل، ومطابخ لتقديم الحساء، وبرامج رعاية أطفال وأسر ودور أيتام ومدارس. وساعد مبعوثي التبشيريات مساعدون بلغ عددهم أكثر من مليون بحلول التسعينات.
وُضع جثمان الأم تريزا في سانت توماس في كلكتا لمدّة أسبوع قبل دفنها. وأقامت لها الحكومة الهندية جنازة رسمية امتناناً لخدماتها في مساعدة الفقراء من جميع الأديان في البلاد. أحزن موت تريزا مختلف الطوائف العلمانية والدينية. قال عنها نواز شريف رئيس وزراء الباكستان "شخص نادر وفريد من نوعه، عاشت طويلاً لأهداف سامية. كان تفانيها لخدمة ورعاية الفقراء والمرضى والمحرومين أحد أعلى الأمثلة في خدمة الإنسانية" وقال عنها أمين عام الأمم المتحدة السابقة خافيير بيريز دي كويلار "إنها الأمم المتحدة. هي السلام في العالم"."

## الاعتراف والاستقبال

### الهند
عرفت الأم تريزا لأول مرة من قبل الحكومة الهندية منذ أكثر من ثلث قرن، حيث حصلت على بادما شري في عام 1962 وجائزة جواهر لال نهرو للتفاهم الدولي في عام 1969. تلقت في وقت لاحق جوائز هندية أخرى، بما في ذلك بهارات راتنا (أعلى جائزة مدنية في الهند) في عام 1980. في عام 1992، تم نشر سيرة تريزا الرسمية من قبل نافين تشاولا. في كلكتا، تعبد كإلهة من قبل بعض الهندوس.
للاحتفال بالذكرى المئة لميلادها، أصدرت حكومة الهند عملة خاصة بقيمة 5 ريالات (مبلغ من المال كان مع تريزا عند وصولها إلى الهند) في 28 أغسطس 2010. وقالت الرئيسة براتيبا باتيل: «ارتدوا الثوب الأبيض مع الحدود الزرقاء، أصبحت هي وأخوات المبشرين في العمل الخيري رمزًا للأمل بالنسبة للكثيرين - المسنين والمعوزين والعاطلين عن العمل والمرضى الميؤوس من شفائهم، والذين تركتهم أسرهم.»
وجهات النظر الهندية لتريزا ليست مواتية بشكل موحد. قال أروب تشاترجي، وهو طبيب ولد ونشأ في كلكتا، وكان ناشطاً في الأحياء الفقيرة في المدينة منذ سنوات حوالي عام 1980 قبل الانتقال إلى المملكة المتحدة، إنه «لم ير أبداً حتى أي راهبات في تلك الأحياء الفقيرة». وصفت أبحاثه التي شملت أكثر من 100 مقابلة مع متطوعين وراهبات وآخرين على دراية بموظفي الجمعيات الخيرية، أصدر كتاب عام 2003 انتقد فيه تريزا. وانتقد أروب شاتيرجي إيمانها بتشجيعها لـ«عبادة المعاناة» وصورة مشوهة وسلبية لكلكتا، والمبالغة في العمل الذي قامت به مهمتها وإساءة استخدام الأموال والامتيازات المتاحة لها. ووفقاً له، فإن بعض المشاكل الصحية التي كان قد انتقدها (إعادة استخدام الإبر، على سبيل المثال) تحسنت بعد وفاة تريزا في 1997.
قال عمدة كلكتا بيكاش رانجان بهاتاشاريا من عام 2005 إلى 2010:«لم يكن لها تأثير كبير على فقراء هذه المدينة»، وتمجد المرض بدلاً من معالجته وأساءت تمثيل المدينة: «لا شك أن الفقر كان في كلكتا، لكنها لم تكن أبداً مدينة من الأبقار والمتسولين، كما قدمت الأم تريزا ذلك». على اليمين الهندوسي، اشتبك حزب بهاراتيا جاناتا مع تريزا على المسيحيين الداليت، لكنه أشاد بها في الموت وأرسل ممثلاً إلى جنازتها. لكن عارضت فيشوا هندو باريشاد قرار الحكومة بمنحها جنازة رسمية. قال الوزير جيريراج كيشور «إن واجباتها الأولى كانت عرضية للكنيسة والخدمة الاجتماعية»، متهمة إياها بتفضيل المسيحيين وإجراء «التعميد السري» للموت. وفي إشادة إلى الصفحة الأولى، رفضت الجبهة الهندية الاتهامات بأنها «زائفة بشكل واضح»، وقالت إنها «لم تؤثر على إدراك الجمهور لعملها، خاصة في كلكتا». وأثنت على حملة «تريزا» والطاقة والشجاعة، وانتقدت حملة تريزا العامة ضد الإجهاض وزعمها أنها غير سياسية.
في فبراير 2015، قال موهان باغوات زعيم المنظمة اليمينية الهندوسية راشتريا سواياميسفاك سانغ، إن هدف تريزا هو «تحويل الشخص الخادم إلى مسيحي». واتهمت المنظمة وسائل الإعلام بـ «تشويه الحقائق حول تصريحات بهاغوات». وقد احتج النائب البرلماني السابق في الكونغرس ديريك اوبراين وزعيم الحزب الشيوعي الهندي أتول أنجان ورئيس وزراء دلهي الوزير ارفيند كيجريوال علي بيان بهاغوات.
في عام 1979، تلقت تريزا جائزة نوبل للسلام «للعمل والكفاح من أجل التغلب على الفقر والضيق، والذي يشكل أيضا تهديدًا للسلام». رفضت المأدبة الاحتفالية التقليدية للحائزين على الجائزة، وطلبت منحها مبلغ 192,000 دولار للفقراء في الهند، وقالت إن المكافآت الأرضية مهمة فقط إذا ساعدتهم على مساعدة المحتاجين في العالم. عندما تلقت تريزا الجائزة سُئلت: «ماذا يمكننا أن نفعل لتعزيز السلام العالمي؟» أجابت:«اذهب إلى المنزل وأحب عائلتك.» وبناءً على هذا الموضوع في محاضرة نوبل، قالت: «في جميع أنحاء العالم، ليس فقط في الدول الفقيرة، لكنني وجدت أن فقر الغرب أكثر صعوبة في الإزالة. عندما ألتقط شخصًا من الشارع، جائعًا أعطي له طبق من الأرز، قطعة من الخبز، لقد استوفيت، لقد أزلت هذا الجوع، لكن الشخص الذي تم إقصاؤه، يشعر بأنه غير مرغوب فيه، غير محبوب، مرعوب، الشخص الذي تم طرده من المجتمع، إن الفقر شديد التعقيد وكثير وأجد ذلك صعبًا للغاية.» وصفت تريزا الإجهاض بأنه «المدمرة الكبرى للسلام اليوم. لأنه إذا استطاعت أم أن تقتل طفلها - فما بقي لي أن أقتلك وأنت تقتلني - لا يوجد شيء بين ذلك.»

### أماكن أخرى

الأم تريزا تتلقى ميدالية الحرية عام 1985 من رونالد ريغان

حصلت تريزا على جائزة رامون ماجسايساى للسلام والتفاهم الدولي، التي منحت للعمل في جنوب أو شرق آسيا، في عام 1962. ووفقاً لما ورد في الاقتباس، «يعترف مجلس الامناء بأنها رحيمة بالفقراء المدقعين في الأراضي الأجنبية، والتي قادت في خدمتها جماعة جديدة». في أوائل السبعينيات، كانت إحدى المشاهير العالميين. قد تنسب شهرة تريزا جزئياً إلى فيلم وثائقي لمالكولم موجيردج عام 1969 بعنوان "Something Beautiful for God"، وكتابه عام 1971 الذي يحمل نفس الاسم. كان مالكولم موجيردج يمر برحلة روحية خاصة به في ذلك الوقت. أثناء التصوير، كان من غير المحتمل أن تكون لقطات الفيديو التي تم تصويرها في الإضاءة السيئة (خاصة في Home for the Dying) قابلة للاستخدام من قبل الطاقم. في إنجلترا، وجد أن اللقطات مضاءة بشكل جيد للغاية ووصفها بأنها معجزة «النور الإلهي» من تريزا. وقال أعضاء الطاقم الآخرون إن ذلك كان بسبب نوع جديد من فيلم كوداك شديد الحساسية. في وقت لاحق تحول مالكولم موجيردج إلى الكاثوليكية.
في ذات الوقت، بدأ العالم الكاثوليكي بتكريم تريزا علانية. منحها البابا بولس السادس جائزة البابا يوحنا الثالث والعشرين للسلام عام 1971، حيث أشادت بعملها مع الفقراء، وعرض أعمال الخير المسيحية والجهود المبذولة من أجل السلام، وحصلت على جائزة "Pacem in Terris" في عام 1976. بعد وفاتها، تقدمت بسرعة على طريق القداسة.
تم تكريمها من قبل الحكومات والمنظمات المدنية، وعينت رفيقة فخرية من وسام أستراليا في عام 1982 «لخدمة مجتمع أستراليا والبشرية ككل». منحتها المملكة المتحدة والولايات المتحدة عددًا من الجوائز، وتوجت في وسام الاستحقاق في عام 1983 والمواطنة الفخرية للولايات المتحدة في 16 نوفمبر 1996. منح الوطن الألباني تريزا الشرف الذهبي للأمة في عام 1994. تم انتقاد تريزا لدعمها الضمني لدوفالييرز ورجال الأعمال الفاسدين مثل تشارلز كيتينغ وروبرت ماكسويل. وكتبت إلى قاضي محاكمة كيتنغ طالبة الرأفة.
تمنح الجامعات في الهند والغرب شهاداتها الفخرية. ومن الجوائز المدنية الأخرى جائزة بلزان لتعزيز الإنسانية والسلام والأخوة بين الشعوب (1978) وجائزة ألبرت شفايتزر الدولية (1975). في أبريل 1976، زارت تيريزا جامعة سكرانتون في شمال شرق ولاية بنسلفانيا، حيث حصلت على وسام لا ستورتا للخدمات الإنسانية من رئيس الجامعة ويليام بايرون. تحدت لجمهور بلغ 4500 شخص قائلًا «معرفة الفقراء في منزلكم والحي المحلي»، أو إطعام الآخرين أو ببساطة نشر الفرح والحب، وتابع: «سيساعدنا الفقراء على النمو في القداسة، لأنهم المسيح في ستار الكرب». في آب (أغسطس) 1987 أصبحت تريزا طبيبة فخرية في درجة العلوم الاجتماعية، تقديراً لخدمتها ومساعدة المعوزين والمرضى من الجامعة. تحدثت إلى أكثر من 4000 طالب وأعضاء في أبرشية سكرانتون عن خدمتها إلى «أفقر الفقراء»، قائلة لهم «قوموا بأشياء صغيرة، لكن بحب كبير».
انتقدت باربرا مدخن من المجلة الإنسانية العلمانية جائزة تريزا بعد جائزة السلام، قائلة إن ترويجها للتعاليم الأخلاقية الكاثوليكية حول الإجهاض ومنع الحمل يحول الأموال من الأساليب الفعالة لحل مشاكل الهند. في المؤتمر العالمي الرابع للمرأة في بكين، قالت تريزا: «مع ذلك، يمكننا أن ندمر موهبة الأمومة هذه، وخاصةً من خلال شر الإجهاض، ولكن أيضاً من خلال التفكير في أن أشياء أخرى مثل الوظائف أو الوظائف هي أكثر أهمية من المحبة».
خلال حياتها كانت تريزا من بين أفضل 10 نساء في استطلاع الرأي الذي أجرته غالوب لأكثر من رجل وامرأة سنويًا، حيث تم الانتهاء منه عدة مرات في الثمانينات والتسعينات. في عام 1999، ترأست قائمة جالوب لأشهر الأشخاص المعجبين في القرن العشرين، وأجرت استطلاعا خارجيا لجميع الإجابات التطوعية الأخرى بهامش واسع، وكانت الأولى في جميع الفئات الديموغرافية الرئيسية باستثناء الصغار.

## انتقادات
وفقاً لدراسة قدمها الأكاديميون الكنديون "سيرج لاريفي، جينيفيف تشينارد، وكارول سينيتشال، تلقّت عيادات تريزا ملايين الدولارات من التبرعات، لكن العيادات لم تقدم الرعاية الصحية، والتشخيص المنهجي والتغذية اللازمة ومسكنات الألم لمن يحتاجها بما فيه الكفاية. «كانت الأم تريزا تعتقد أن المرضى يجب أن يعانوا مثلما عانى المسيح على الصليب». قيل أن الأموال الإضافية حُوّلت إلى فقراء المدينة من خلال إنشاء مرافق متقدمة للرعاية التلطيفية. انتقدت جماعات حقوق الإجهاض موقف تريزا من الإجهاض. كان الصحفي والناقد الأدبي الإنجليزي كريستوفر هيتشنز أحد أكبر نقّاد تريزا، وهو مؤلف مقالة "الوضع التبشيري: الأم تريزا بين النظرية والتطبيق" (1995) التي كتبها عام 2003، ومما جاء فيها: "يعيدنا هذا إلى فساد الكنيسة في العصور الوسطى، التي باعت صكوك الغفران للأغنياء في حين أبقت الوعظ والجحيم المستمر للفقراء. الأم تريزا لم تكن صديقة الفقراء، بل كانت صديقة "الفقر". فقد أفادت ذات مرة أن المعاناة هي هبة من الله، وقد أمضت حياتها في معارضة العلاج الوحيد المعروف للفقر وهو تمكين المرأة وتحريرها من مجرد أفراد مستنسخة في قطيع. كما اتهمها كريستوفر بالنفاق لاختيارها العلاج المتقدم لمرض القلب الذي أصيبت به. على الرّغم من أن هيتشينس اعتقد أنه الشاهد الوحيد الذي استدعي للكرسي الرسولي، إلا أن آروب تشاتيرجيي (مؤلف «الأم تريزا: القصة غير المعلنة») كان قد استدعي أيضاً لتقديم أدلة تعارض تطويب تريزا كقديسة. كان الفاتيكان قد ألغى فكرة محامي الشيطان التقليدية التي أدت دوراً شبيهاً. قال هيتشينس "إن نيّتها لم تكن مساعدة الناس، وأنها كذبت على المانحين حول كيفية إنفاق مساهماتهم. اكتشفت الأمر عندما تحدثت إليها، وقد أكدت لي أنها لم تكن تعمل لتخفّف من حدة الفقر. كانت تعمل لزيادة أعداد الكاثوليك. فقد قالت "أنا لست موظفة اجتماعية، أنا لا أفعل ذلك لهذا السبب. أنا أفعل ذلك لأجل المسيح. أفعله لأجل الكنيسة". أصدر بيل دونوهو، رئيس الرابطة الكاثوليكية في الولايات المتحدة، رداً شاملاً على انتقادات هيتشينز عام 2016.

### جودة الرعاية الطبية
في عام 1991 قام روبن فوكس رئيس تحرير المجلة الطبية البريطانية «ذا لانسيت»، بزيارة إلى المنزل في كلكتا ووصف الرعاية الطبية التي تلقاها المرضى على أنها «عشوائية». ولاحظ أن الأخوات والمتطوعات لا يمتلكن أي معرفة طبية، كان عليهن اتخاذ قرارات بشأن رعاية المرضى؛ بسبب نقص الأطباء في المستشفى. حمل روبن فوكس المسؤولية لتريزا عن الظروف في هذا المنزل «مسكن ألم».
أقر روبن بأن النظام الذي لاحظه شمل النظافة، ورعاية الجروح والقروح، واللطف، لكنه أشار إلى نهج الأخوات في إدارة الألم. وكتب أيضاً أن الإبر شطفت بالماء الدافئ، مما جعلها غير معقمة بشكل كاف، ولم يتم عزل المرضى المصابين بالسل. كانت هناك سلسلة من التقارير الأخرى التي توثق عدم الاهتمام بالرعاية الطبية في مرافق النظام. كما تم التعبير عن وجهات نظر مماثلة من قبل بعض المتطوعين السابقين الذين عملوا لأجل تريزا. وأشارت الأم تريزا نفسها إلى المرافق باسم «بيوت الموت».
في عام 2013، في مراجعة شاملة تغطي 96% من المؤلفات حول الأم تريزا، عززت مجموعة من أكاديميي جامعة مونتريال النقد السابق، منها ممارسة التبشيرية "رعاية المرضى من خلال تمجيدهم تسبب لهم المعاناة بدلاً من تخفيفها، واتصالاتها السياسية المشكوك فيها، وإدارتها المريبة للمبالغ المالية الهائلة التي تلقتها، وآرائها المتعسرة بشكل مفرط فيما يتعلق بالإجهاض ومنع الحمل والطلاق". خلصت الدراسة إلى أن "الصورة المقدسة" التي وضعتها الأم تريزا، والتي لا تصمد أمام تحليل الحقائق قد تم بناؤها، وأن عملية التطويب التي قامت بها كانت تدار بواسطة حملة علاقات إعلامية فعالة "تم تصميمها بواسطة الكاثوليكي ومراسل بي بي سي الصحفي مالكولم موغريدج.

### معمودية الموت
شجعت الأم تريزا أعضاء جمعيتها على تعميد مرضى الموت سراً، بغض النظر عن دياناتهم. كتبت سوزان شيلدز وهي عضو سابق في منظمة التبشير الخيرية، «كان على الراهبات أن يطلبن من كل شخص يواجه خطر الموت» تذكرة إلى الجنة «إن أراد. وكان الرد الإيجابي يعني الموافقة على المعمودية. كانت الراهبة تتظاهر بأنها تُعنى بالمريض بوضع قطعة قماش مبللة على رأسه، بينما كانت في الواقع تعمّده بتلاوة العبارات الضرورية بهدوء، وكانت السرية في هذا الأمر مهمة حتى لا يعرف أن أخوات الأم تريزا كنّ يُعمّدن الهندوس والمسلمين».
جادل موراي كمبتون بأن المرضى لم يتم تزويدهم بالمعلومات الكافية تؤهّلهم لاتخاذ قرارٍ مستنير حول ما إذا كانوا يرغبون في التعميد والدلالة اللاهوتية للمعمودية المسيحية. قال سايمون ليز، الذي دافع عن هذه الممارسة في رسالة إلى «نيويورك ريفيو أوف بوكس»، إن التحول القسري هو إما خيري أو محايد من الناحية الأخلاقية.

### العلاقات مع الشخصيات العامة المثيرة للجدل
بعد أن علّقت رئيسة الوزراء الهندية أنديرا غاندي قانون الحريات المدنية عام 1975 (الطوارئ)، قالت الأم تريزا: «الناس أكثر سعادة. هناك المزيد من الوظائف. لا توجد إضرابات». واعتُبر أن سبب هذه التعليقات الداعمة هو الصداقة التي جمعت بين تريزا وحزب المؤتمر. حيث تعرضت تعليقات الأم تريزا لانتقادات خارج الهند في وسائل الإعلام الكاثوليكية.
دعمت ترشيح لوتشيو جيلي للحصول على جائزة نوبل في الأدب. كان لوتشيو معروفًا بكونه رئيسًا للإعلام الدعائي للماسونية، التي تورطت في جرائم قتل مختلفة وحالات فساد بارزة في إيطاليا، بالإضافة إلى وجود صلات وثيقة مع الحركة الاجتماعية الإيطالية الفاشيّة الجديدة والمجلس العسكري الأرجنتيني العسكري.
في عام 2017، نشر الصحفي التحقيقي جيانلويجي نوزي في كتاب بعنوان «الخطيئة الأصلية» وثائق محاسبية من بنك الفاتيكان المثير للجدل - والمعروف رسمياً باسم معهد أعمال الدين، والتي كشفت عن أن الأموال المودعة باسم الأم تريزا نيابة عن مؤسستها الخيرية جعلها أكبر عميل للبنك، وبلغت المليارات. فلو أنها قامت بسحب مبالغ كبيرة، لوضعت البنك بوضع الخطر.

### تحفيز الأنشطة الخيرية
ذكر تشاترجي أن الصورة العامة للأم تريزا «كمساعد للفقراء» كانت مضللة، وأن عدداً قليلاً فقط من الناس يخدمها. في عام 1998 من بين 200 منظمة مساعدة خيرية ذكرت أنها تعمل في كلكتا، لم تصنف منظمة المرسلين للأعمال الخيرية من بين أكبر المنظمات الخيرية - حيث أن جمعية الله الخيرية تخدم خصوصًا عدداً أكبر من الفقراء ب 18000 وجبة يومياً.
زعم تشاترجي أن العديد من عمليات النظام لا تشارك في أي نشاط خيري على الإطلاق ولكن بدلاً من ذلك استخدمت أموالهم للعمل التبشيري. وذكر على سبيل المثال، أن أياً من التسهيلات الثمانية التي يديرها «بعثات التبشير الخيرية» في بابوا غينيا الجديدة ليس بها أي مقيم؛ لأن الغرض منها هو تحويل السكان المحليين إلى الكاثوليكية.
واتهمها الهندوس في بلدها بالتبني بمحاولة تحويل الفقراء إلى الكاثوليكية من خلال «التخفي». وصف كريستوفر هيتشنز منظمة الأم تريزا بأنها عبادة شجعت المعاناة ولم تساعد المحتاجين. وقال إن كلمات الأم تريزا الخاصة بالفقر أثبتت أن نيتها لم تكن مساعدة الناس. في مؤتمر صحفي عام 1981 سئلت فيها: «هل تعلم الفقراء أن يتحملوا الكثير؟» فأجابت: «أعتقد أنه من الجميل جداً أن يقبل الفقراء أموالهم، وأن يتقاسموها مع شغف المسيح. أعتقد أن العالم يساعد كثيراً بمعاناة الفقراء».

### ردود على الانتقادات
ينتقد مقال نشر في المجلة الدينية المحافظة "First Things" أساليب كريستوفر هيتشنز ونتائجها في مراجعة جامعة مونتريال. وجاء رد أكثر تفصيلاً على انتقادات نقاد الأم تريزا من وليام دونوهو.

## الحياة الروحانية

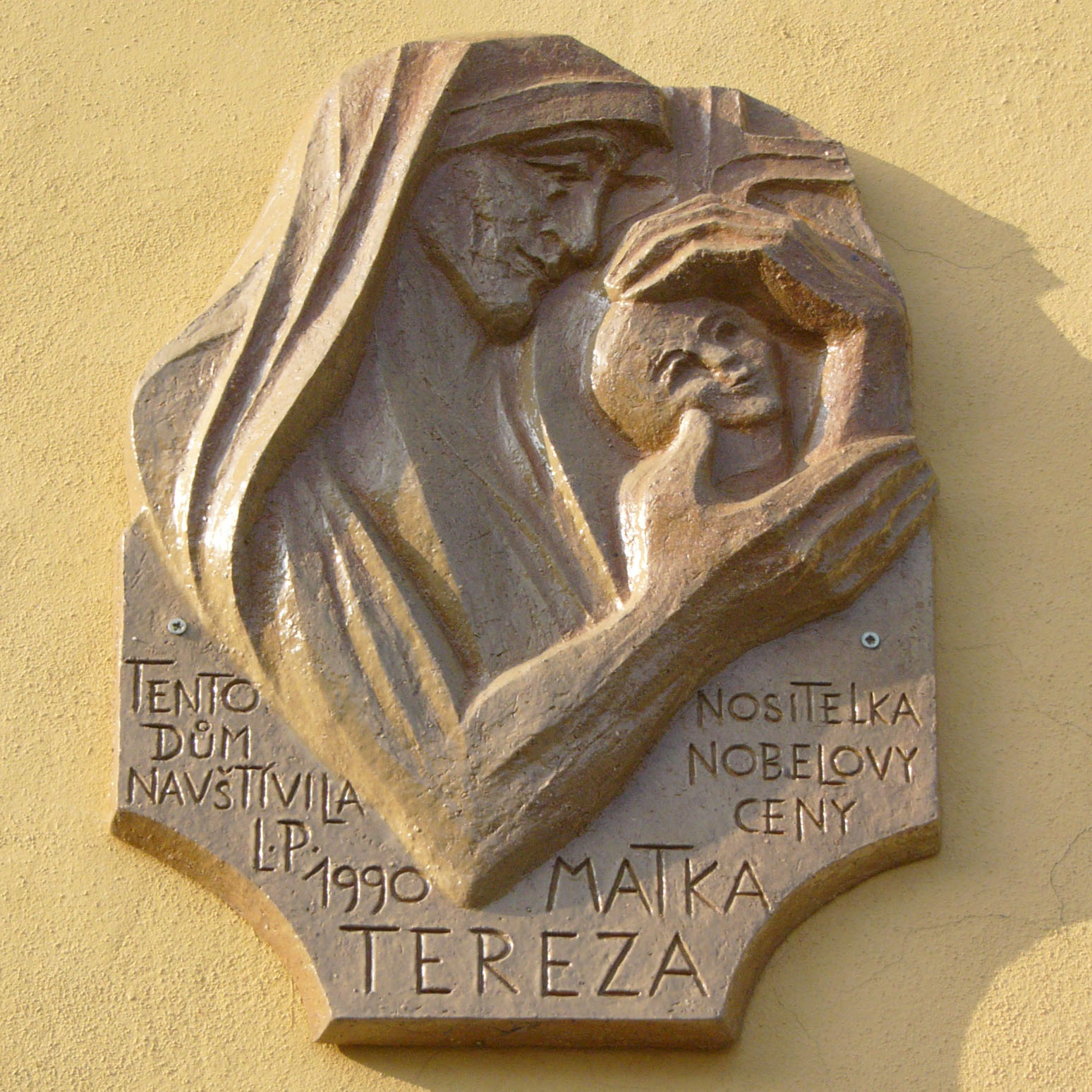
لوحة مكرّسة للأم تريزا في ساحة وينكسلاس في أولوموك في جمهورية التشيك

قال البابا يوحنا بولس الثاني في معرض تحليله لإنجازاتها وأعمالها: «أين وجدت الأم تريزا القوة والمثابرة لتضع نفسها بالكامل في خدمة الآخرين؟ وجدتها في الصلاة ليسوع المسيح وفي التأمل الصامت في وجهه المقدس وقلبه المقدس». في حياتها الخاصة، شهدت الأم تريزا شكوكاً وصراعاً في معتقداتها الدينية استمرت قرابة 50 عاماً (حتى نهاية حياتها)، وذلك وفقاً لبرايان كولوديتشوك، «لم تشعر بوجود الله على الإطلاق ... في قلبها أو في القربان المقدس».
عبّرت الأم تريزا عن شكوكها الشديدة حول وجود الله والألم بسبب افتقارها إلى الإيمان 

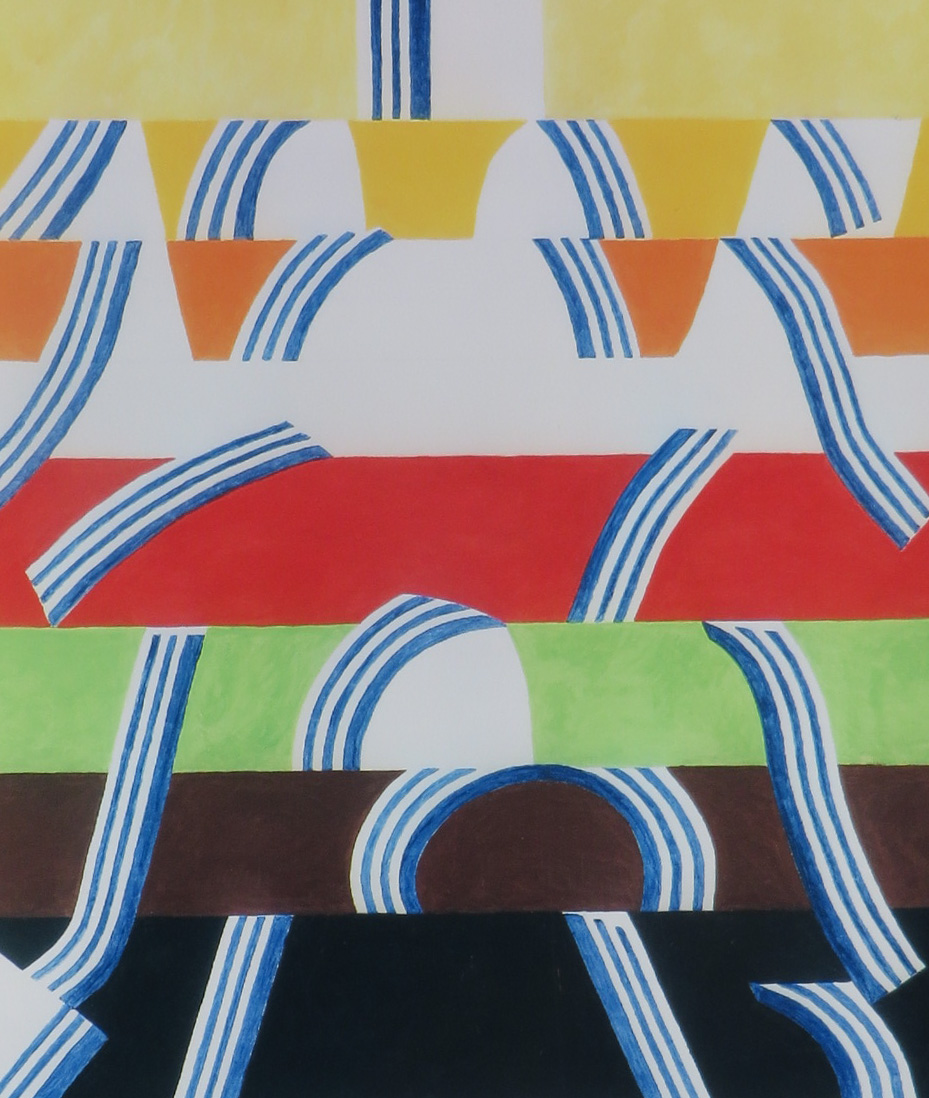
لوحة شبه تجريدية تكريماً للأم تريزا

اعتقد كولودييتشوك (المسؤول الرسمي عن جمع الأدلة بخصوص تطويبها) أن عدم سعادتها قد يُساء تفسيره من قبل البعض، لكن إيمانها بأن الله كان يعمل من خلالها لم ينقص؛ على الرغم من أنها كانت متوترة بسبب فقدها القرب من الله، إلا أنها لم تشكك في وجوده. قد تكون تريزا عايشت شيئاً مماثلاً ليسوع الذي قال عندما صُلب: "إلهي، إلهي، لماذا تخلّيت عني؟") شبّه كولودييتشوك ذلك بيوحنا الصليب المتصوّف الذي عاش في القرن السادس عشر، الذي صاغ عبارة ليلة الروح المظلمة". سمّى قديسون آخرون ذلك (بما فيهم سميّتها تيريز دو ليزيو، "ليلة العدم") وتحل معانٍ شبيهة بالجفاف الروحي وفقاً لجيمس لانغفورد، كانت الشكوك نموذجية ولم تكن عائقاً أمام التطويب. بعد عشر سنوات من الشك، وصفت تريزا فترة متجددة من الإيمان. بعد وفاة بيوس الثاني عشر عام 1958، وبينما كانت تصلي من أجله في قدّاس الأقداس، خفّفت من «الظلام الطويل: تلك المعاناة الغريبة». ومع ذلك عادت فراغها الروحي بعد خمسة أسابيع.
كتبت تريزا العديد من الرسائل لأساتذتها ورؤسائها على مدى 66 عاماً، كان أبرزهم رئيس أساقفة كلكتا فرديناند بيريير والكاهن اليسوعي كيلستي فان إكسم (مستشارها الروحي منذ تأسيس تبشرية الإحسان). طلبت تريزا أن تتلف رسائلها، إذ كانت قلقة من أن «الناس ستفكر بها كثيراً، أكثر من تفكيرهم بيسوع.»
تم تجميع مراسلاتها في كتاب «الأم تريزا: تعالي كوني نوري». كتبت تريزا للمؤمن الروحي ميخائيل فان دير بيت، «لك عند يسوع محبة خاصة جداً. [لكن] بالنسبة لي، الصمت والفراغ كبيران جداً، حيث انظر ولا أرى - أستمع ولا أسمع - القلب يلهج في الصلاة لكنه لا يتكلم... أريدك أن تصلي من أجلي - أن يكون له يداً حرة.»
ذكر البابا بندكت السادس عشر تريزا ثلاث مرات واستشهد بحياتها لتوضيح نقاط رئيسية: «في مثال تريزا المباركة في كلكتا لدينا مثال واضح لحقيقة أن الوقت المخصص لله في الصلاة لا ينتقص من خدمة جارنا ومحبتنا له فحسب، بل هو في الواقع مصدر لا ينضب لهذه الخدمة.» كتبت تريزا، «يمكن أن نهذب من هبة الصلاة بالصلاة العقلية والقراءة الروحية ذلك فقط.»

## التقديس

### المعجزة والتطويب
بعد وفاة تريزا عام 1997، بدأ الكرسي الرسولي عملية التطويب (الخطوة الثالثة نحو إعلان القداسة)، وتم تعيين كولودييتشوك قيّماً على الأمر من قبل أبرشية الروم الكاثوليك في كلكتا. على الرغم من أنه قال «لم يكن علينا إثبات أنها كانت مثالية أو أنها لم ترتكب الأخطاء ...»، إلا أنه كان عليه أن يثبت أن فضيلة تريزا كانت بطولية. سلّم كولودييتشوك 76 مستنداً بمجموع 35,000 صفحة جمعها من مقابلات أجراها مع 113 شاهداً طلب منهم الإجابة عن 263 سؤالاً.
تتطلب عملية التقديس توثيق معجزة ناتجة عن شفاعة القديس المحتملة. عام 2002، اعترف الفاتيكان بمعجزة شفاء مونيكا بيسرا من ورم في البطن، ومونيكا هي امرأة هندية، بعد استخدام قلادة تحمل صورة تريزا. وفقاً لمونيكا، كان ثمة شعاع ضوئي يصدر من الصورة، وورمها السرطاني شفي. لكن زوجها وبعض المشرفين الطبيين قالوا أن العلاج الطبي التقليدي استخدم لاستئصال المرض. قال الدكتور رانجان مصطفى الذي أخبر لصحيفة نيويورك تايمز أنه عالج مونيكا أن كيس الورم كان سببه مرض السل: «لم تكن معجزة... لقد تناولت الأدوية لمدة تزيد عن تسعة أشهر». أما زوج مونيكا فقد أفاد: «شفيت زوجتي على يد الأطباء، ليس في الأمر معجزة...هذه المعجزة خدعة». أما مونيكا فقد قالت أن الأخت بيتا من تبشيرية الإحسان صادرت كل سجلاتها الطبية بما في ذلك صور الموجات فوق الصوتية والوصفات الطبية وتقارير الأطباء. وفقاً لمجلة تايم لم ينتج عن استدعاء الأخت بيتا ومكتب الأخت نيرمالا (خليفة تريزا) أي تعليق. قال المسؤولون في مستشفى بالورغات، حيث كانت مونيكا تتعالج، أنهم تعرضوا لضغوطات حتى يدعوا أن علاج مونيكا كان معجزة. في شباط (فبراير) 2000، أمر وزير الصحة السابق في ولاية البنغال الغربية «بارثو دي» بمراجعة سجلات مونيكا الطبية في وزارة الصحة في كلكتا. وفقاً لبارثو دي، لم يكن هناك أي شيء غير عادي حول مرضها، والشفاء نتج عن العلاج طويل الأمد. وقال أنه رفض إعطاء الفاتيكان اسم الطبيب الذي أقر بأن شفاء مونيكا بيسرا كان معجزة.
أثناء تطويب تريزا وتقديسها، درست الكوريا الرومانية (الفاتيكان) الانتقادات المنشورة وغير المنشورة عن حياتها وأعمالها. مَثُل هيتشينز وتشاتيرجي (مؤلف كتاب «الحكم النهائي»، وهو كتاب ينتقد تريزا) أمام القضاء، وفقاً لمسؤولي الفاتيكان، وتم التحقيق بالادعاتءات التي أثارتها «طائفة قضايا القديسين». لم تجد المجموعة أي عائق أمام تطويب تريزا، وأصدرت تقرير «لا معيقات» في 21 نيسان (أبريل) 1999. بسبب الهجوم عليها، وصفها بعض الكُتّاب الكاثوليك ب«علامة التناقض». قضت لجنة طبية منفصلة بأن معجزة مونيكا بيسرا، وهي إحدى ثلاثة معتقدات كتبها كولكودييتشوك، كانت دليلاً على الشفاعة الإلهية. تم تطويب تريزا في 19 تشرين الأول (أكتوبر) 2003، وعرفت بين الكاثوليكيين بالمطوّبة.

### تطويبها
في 17 ديسمبر 2015، أكد المكتب الصحفي في الفاتيكان أن البابا فرنسيس اعترف بمعجزة ثانية منسوبة إلى تريزا، وهي شفاء رجل برازيلي أصيب بمضاعفات ورم الدماغ عام 2008. جذبت المعجزة انتباه المسؤولين الذين يديرون القضية لأول الأمر أثناء فعاليات اليوم العالمي للشباب 2013 عندما كان البابا في البرازيل في يوليو. أجري تحقيق لاحق في البرازيل في الفترة من 19 حتى 26 يونيو 2015، ثم نُقل لاحقاً إلى مجمع قضايا القديسين الذين أصدروا مرسوماً اعترفوا فيه بإنهاء التحقيق. قام فريق من الخبراء الطبيين بتحليل المعجزة وأثبتوا عدم وجود أي تفسير علمي في 10 سبتمبر 2015، بينما أكد علماء اللاهوت أن المعجزة تحققت بعد أن صلّت تريزا بعد اجتماعهم في 8 أكتوبر. اجتمع أعضاء المجمع أنفسهم وأثبتوا ما توصلوا إليه في جلستين سابقتين في 15 ديسمبر، ما أتاح لهم نقل النتائج التي توصلوا لها إلى البابا بعد يومين من موافقته التي أصدرها تالياً. قام البابا فرنسيس بتطويبها في احتفال أقيم يوم 4 سبتمبر 2016 في ميدان القديس بطرس في مدينة الفاتيكان. شهد الاحتفال عشرات الآلاف من الأشخاص، من بينهم 15 وفداً حكومياً و1500 من المشردين من مختلف أرجاء إيطاليا. بث الاحتفال مباشرةً على قناة الفاتيكان وتم بثه مباشرة على الإنترنت. أعلنت مدينة سكوبيه، مسقط رأس تريزا، الاحتفالات لمدة أسبوع احتفالاً بتقديسها. أما في الهند فقد احتفل بها في قدّاس خاص أقامته تبشيرية الإحسان في كلكتا.

## إرثها وذكرها في الثقافة الشعبية

### إحياء ذكراها

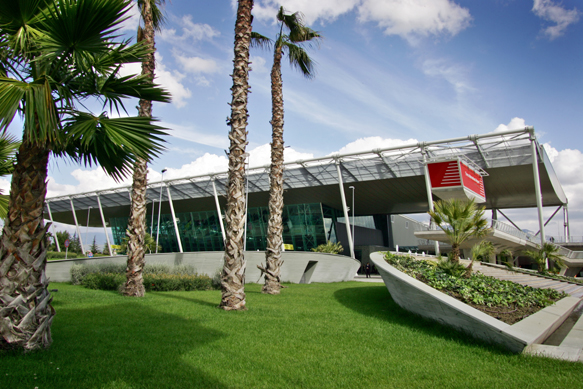
مقدمة محطة طيران مطار تيرانا الأم تريزا الدولي

احتفت المتاحف بالأم تريزا، وسميت على اسمها رعيّات في عدة كنائس. سميت على اسمها مبانٍ وطرقات مجمّعات. وقد سمي مطار تيرانا الدولي باسم «مطار الأم تريزا تيرانا الدولي». كما خصص لها يوم 19 أكتوبر، حيث يعتبر يوم عطلة رسمي في ألبانيا. عام 2009، افتتح «بيت الأم تريزا التذكاري» في سكوبيه عاصمة جمهورية مقدونيا. كما سميت على شرفها كاتدرائية الروم الكاثوليك في بريشتينا في كوسوفو. أثار بناء الكاتدرائية الذي بدأ عام 2011 جدلاً في أوساط مسلمي كوسوفو الذي رأوا أنها كبيرة جداً بالنسبة لعدد الكاثوليك في المنطقة. لكن المسلمين بادروا بإقامة نصب تذكاري لتريزا في بلدة بيخا (حسب ناشطين، 89% من المسلمين).
أسّست حكومة تاميل نادو جامعة الأم تريزا للنساء، في كوديكانال عام 1984 كجامعة عامّة. تأسس معهد الأم تريزا للدراسات العليا وبحوث العلوم الصحية، في مدينة بونديتشيري، عام 1999 من قبل حكومة بودوتشيري. وتدير المنظمة الخيرية «سيفالايا» منزل الأم تريزا للبنات، وهو يوفّر للبنات الفقيرات واليتيمات في القرى المحيطة بكاسوفا بالطعام والملابس والتعليم والمأوى مجاناً. سمّت هيئة سكك الحديد الهندية قطاراً جديداً باسم «إكسبرس الأم» تكريماً للأم تريزا وذلك في 26 آب (أغسطس) 2010 في ذكرى 100 عام على ولادتها. نظّمت حكومة تاميل نادو احتفالات في الذئكة المئوية في 4 كانون الأول (ديسمبر) 2010 في تشيناي، برعاية رئيس الوزراء كارونانيدهي. بدءاً من 5 أيلول (سبتمبر) 2013، حدّدت الجمعية العامة للأمم المتحدة يوم وفاتها باليوم الدولي للعمل الخيري.
في 5 سبتمبر 2017، سمّيت الكاتدرائية الكاثوليكية في كوسوفو باسم «كاتدرائية القديسة تريزا» تكريماً لها. وهي أول كاتدرائية للروم الكاثوليك في كوسوفو.

### في السينما والأدب

#### وثائقيات وكتب
- كانت تريزا هي موضوع الفيلم الوثائقي «شيء جميل في سبيل الله» لعام 1969 و1972، لمالكولم موغريدج.[180] عمل الفيلم على جذب انتباه العالم الغربي إلى الأم تريزا.
- جادل فيلم للصحفي والكاتب البريطاني كريستوفر هيتشنز[181] ملاك الجحيم عام 1994، أن تريزا حثت الفقراء على قبول مصيرهم. حيث تم تصوير الأغنياء على أنهم المفضلون عند الله.[182][183] كانت مقدمة مقال كريستوفر هيتشنز بعنون «الوظيفة التبشيرية: الأم تريزا في النظرية والتطبيق».

#### أفلام ومسلسلات دراميّة
- مثّلت جيرالدين تشابلن دور تريزا في الأم تريزا: باسم فقراء الرب، الذي حاز على جائزة مهرجان الفيلم الأدبي عام 1997.[184]
- مثّلت أوليفيا هوسيه دور الأم تريزا في مسلسلٍ تلفزيوني إيطالي عام 2003 الأم تريزا من كلكتا (فيلم).[185] أعيد إنتاجه عام 2007، وحاز على جائزة CAMIE.[186]
- مثّلت جولييت ستيفنسون دور تريزا في فيلم الرسائل عام 2014، والذي استند إلى الرسائل التي كتبتها إلى كاهن الفاتيكان سيلستي فان إكسيم.[187]

## وصلات خارجية
- الأم تريزا على موقع IMDb (الإنجليزية)
- الأم تريزا على موقع الموسوعة البريطانية (الإنجليزية)
- الأم تريزا على موقع مونزينجر (الألمانية)
- الأم تريزا على موقع ميوزك برينز (الإنجليزية)
- الأم تريزا على موقع إن إن دي بي (الإنجليزية)
- الأم تريزا على موقع ديسكوغز (الإنجليزية)
- الأم تريزا على موقع قاعدة بيانات الفيلم (الإنجليزية)
- تذكار الأم تريزا على شبكة تلفاز الكلمة الخالدة (EWTN)  [لغات أخرى]‏
- تذكارات الأم تريزا مع صور
- الأم تريزا في موقع جائزة نوبل
- أخبار مُجمّعة وتعليقات عن الأم تريزا في موقع صحيفة نيويورك تايمز.
- مرات الظهور على سي-سبان
- الأم تريزا على موقع جمعيات المبشرين الخيرية
- "مهما تفعل..." خطاب في إفطار الصلاة الوطنية. واشنطن: الكهنة من أجل الحياة. 3 فبراير 1994. مؤرشف من الأصل في 2019-07-13.
- نونان، بيغي (فبراير 1998). "Still, Small Voice". كريسس. ج. 16 ع. 2: 12–17. مؤرشف من الأصل في 2018-12-22. تجاوزت الأم تريزا كل قواعد الكتابة الجيدة في خطاب صلاة الإفطار الوطني عام 1994، لكنها ألقت خطاباً قوياً عميقاً لا ينسى
- بارينتي، ميشيل (22 أكتوبر 2007). "الأم تريزا، يوحنا بولس الثاني، وقديسو المسار السريع". الحلم المشترك. مؤرشف من الأصل في 2018-07-05.
- فان بيما، ديفيد (23 أغسطس 2007). "الأم تريزا أزمة الإيمان". مجلة تايم. مؤرشف من الأصل في 2019-06-06. يكن لك يسوع حباً خاصاً جداً، [لكن] بالنسبة لي، الصمت والفراغ كبيران جداً، إذ أنظر ولا أرى، أستمع ولا أسمع.
- "من أختٍ إلى أمٍ إلى قديسةٍ: رحلة الأم تريزا". أخبار كارناتاكا. أغسطس 31 2016. مؤرشف من الأصل في 2018-07-19. أنا ألبانية بالدم، هندية بالمواطنة، راهبة كاثوليكية بالإيمان. بالنسبة لدعوتي، أنا أنتمي للعالم. بالنسبة لقلبي، أنا أنتمي بالكامل لقلب يسوع. {{استشهاد بخبر}}: تحقق من التاريخ في: |تاريخ= (مساعدة)

| ألقاب مسيحيَّة كاثوليكيَّة             | ألقاب مسيحيَّة كاثوليكيَّة                    | ألقاب مسيحيَّة كاثوليكيَّة                    |
| ---------------------------------- | ----------------------------------------- | ----------------------------------------- |
| ابتكارٌ حديث                        | المدير الأعلى لتبشيريات الإحسان 1950–1997 | تبعه الأخت نيرمالا جوشي، رئيسة التشريفات. |
| الجوائز                            |                                           |                                           |
| سبقه جينيفيف كولفيلد               | جائزة رامون ماجسايساى 1962                | تبعه فرق السلام                           |
| New award                          | جائزة تمبلتون 1973                        | تبعه روجيه شوتز                           |
| سبقه محمد أنور السادات، مناحم بيجن | جائزة نوبل للسلام 1979                    | تبعه أدولفو بريز إيسكيبل                  |
| سبقه كي. كاماراج                   | بهارات راتنا 1980                         | تبعه فينوبا بهافي                         |